# Euphoria candezei
Euphoria candezei är en skalbaggsart som beskrevs av Oliver Erichson Janson 1875. Euphoria candezei ingår i släktet Euphoria och familjen Cetoniidae. Inga underarter finns listade i Catalogue of Life.